# Корнуоллис, Чарльз

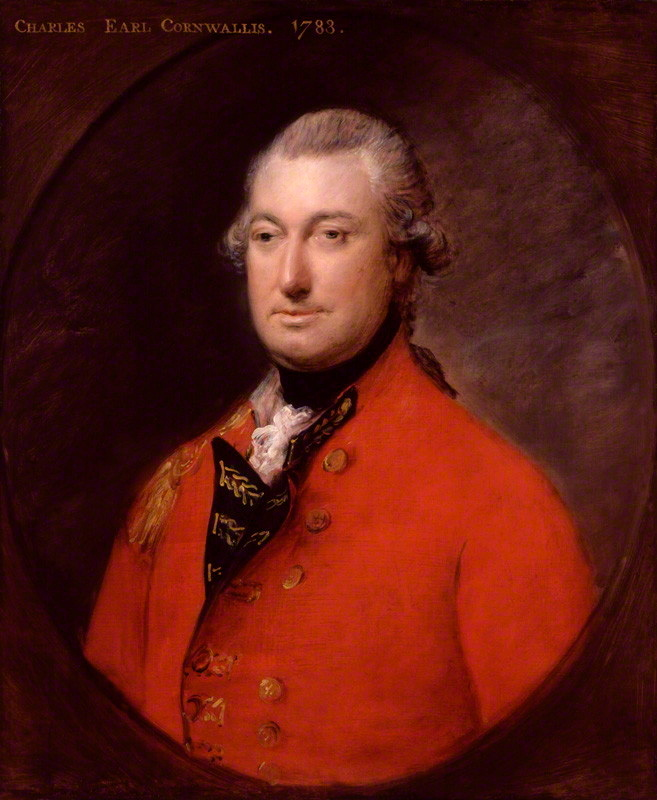
Портрет кисти Т. Гейнсборо (1783)

Чарльз Корнуоллис, 1-й маркиз Корнуоллис, 2-й граф Корнуоллис, виконт Броум, барон Корнуоллис-Эйский (англ. Charles Cornwallis, иногда Корнваллис; (31 декабря 1738, Лондон — 5 октября 1805, Гхазипур, в настоящее время штат Уттар-Прадеш, Индия) — британский государственный и военный деятель. Генерал-губернатор Индии (1786-1793). Генерал (1793 год). 2-й граф Корнуоллис (1762 год), 1-й маркиз Корнуоллис (1792 год). Старший брат адмирала Уильяма Корнуоллиса.

## Ранние годы
Старший сын Чарльза Корнуоллиса, 1-го графа Корнуоллиса и Элизабет Таунсенд (умерла 1 декабря 1785). Родился в Лондоне, хотя поместья его семьи находились в графстве Кент.
Корнуоллисы обосновались в Броум-Хилл, близ Эя, в графстве Саффолк, в XIV веке. Представители рода представляли графство в Палате Общин в течение трёхсот лет. Фредерик Корнуоллис, получивший в 1627 году титул баронета, во время гражданской войны сражался на стороне короля Карла I и последовал вместе с его сыном, королём Карлом II, в изгнание. После реставрации Стюартов, в 1661 году Фредерик Корнуоллис получил титул барона Корнуоллиса-Эйского в графстве Саффолк (англ. Baron Cornwallis of Eye in the County of Suffolk). Его потомки, путём удачных браков, повысили влиятельность рода.
Чарльз Корнуоллис имел обширные связи. Его мать была дочерью Чарльза Таунсенда, 2-го виконта Таунсенда и племянницей премьер-министра Роберта Уолпола. Дядя Фредерик Корнуоллис, — архиепископом Кентерберийским (1768—1783). Дядя Эдуард Корнуоллис — лейтенант-губернатором Новой Шотландии (1749—1752) и губернатором Гибралтара (1761—1776).
Получил образование в Итонском колледже, где он травмировал глаз от случайного удара, нанесённого ему Сутом Баррингтоном, впоследствии епископом Даремским, во время игры в хоккей, и Клэр-колледже.

## Семилетняя война
8 декабря 1757 года поступил на службу в 1-й гвардейский пехотный полк (Гренадерская гвардия) в чине энсина. Его военное образование продолжилось: после поездки на континент с прусским офицером капитаном де Рогеном, в 1758 году обучался в Военной академии в Турине (Сардинское королевство).
Во время Семилетней войны служил в Германии. Часто ездил по делам службы в Великобританию. В 1758 году стал офицером в штабе маркиза Грэнби. В следующем году участвовал в сражении у Миндена — одном из крупнейших сражений войны. После сражения купил чин капитана в 85-м пехотном полку. В 1761 году служил в 12-м пехотном полку, получил временный чин подполковника. Возглавлял свой полк в сражениях при Фелинггаузене, Вильгельмстале, Лутерберге и при осаде Касселя, был отмечен за храбрость.

## Между двумя войнами
В январе 1760 года избран в Палате общин Парламента Великобритании от округа Эй. В 1762 году, после смерти отца, унаследовал титул графа Корнуоллис и занял его место в Палате лордов.
После заключения в 1763 году Парижского мирного договора вернулся в Англию. Стал политическим протеже ведущего лидера партии Вигов и будущего премьер-министра Рокингема.
Симпатизировал американским колонистам. Был одним из пяти пэров, голосовавших против Акта о гербовом сборе 1765 года. Оказывал колонистам поддержку во время кризиса, который привёл к войне за независимость США.
В 1766 году стал полковником 33-го пехотного полка.
В 1771 году был назначен на почётную должность констебля Тауэра и лорда-лейтенанта Тауэр-Хамлетса.

## Война за независимость США
В 1775 году, после начала вооружённых столкновений в окрестностях Бостона, Корнуоллис, отбросив прежние опасения относительно колонистов, начал искать возможность поступить на службу в Америку. Был назначен заместителем губернатора и главнокомандующего британскими войсками в провинции Квебек генерал-майора Карлтона, но не вступил в должность, так как вскоре был заменён генерал-майором Бергойном. В том же году произведён в генерал-майоры.
1 января 1776 года получил временный чин генерал-лейтенанта, в следующем году чин стал постоянным. В феврале, во главе 2,5 тысяч солдат, отплыл из Корка в Америку. На побережье Северной Каролины соединился с войсками генерала Клинтона. 28 июня принимал участие в неудачном штурме Чарльстона.
В 1776—1778 годах, под началом генерала Хау и Клинтона, воевал с колонистами в Нью-Йорке, Нью-Джерси и Пенсильвании. Участвовал в сражениях на Лонг-Айленде, при Брендивайне, Джермантауне, Монмуте и многих других. 20 ноября 1776 года одержал победу над Вашингтоном у форта Ли. Но 2 и 3 января 1777 года потерпел поражения от Вашингтона при Ассунпинк-Крик и Принстоне. 13 апреля 1777 года одержал победу над генералом Линкольном при Баунд-Брук. 25 ноября потерпел поражение от Лафайета при Глостере. 11 декабря разгромил пенсильванских ополченцев при Мэтсон-Форде. В ноябре 1778 года, узнав о болезни жены, вернулся в Англию.

### Боевые действия в южных штатах
В июле 1779 года снова прибыл в Америку. Весной 1780 года, вместе с Клинтоном, вторично осадил и взял Чарльстон. 16 августа нанёс поражение генералу Гейтсу при Кэмдене. В результате этой победы англичане смогли установить относительный контроль над Южной Каролиной. Но 15 марта 1781 года ему не удалось разбить армию генерала Грина при Гилфорд-Кортхауз в Северной Каролине. После этой битвы Корнуоллис оставил территорию обеих Каролин, кроме Чарльстона, и ушёл в Виргинию. Под натиском превосходящих сил Континентальной армии Вашингтона и французской армии генерала Рошамбо отступил к Йорктауну, где 27 сентября был осаждён и уже 19 октября капитулировал, вместе с 9-тысячной армией.

## После возвращения в Великобританию
Вскоре после капитуляции, был освобождён из плена и 21 января 1782 года вернулся в Англию.
В августе — сентябре 1785 года был чрезвычайным посланником при дворе прусского короля Фридриха II. Вместе с герцогом Йоркским присутствовал на проводимых лично королём манёврах в Силезии. Во время торжественного обеда во дворце Сан-Суси и на силезских манёврах встречался с Лафайетом. В следующем году был награждён орденом Подвязки.

## Индия
12 сентября 1786 года был назначен генерал-губернатором Ост-Индской компании и главнокомандующим британскими войсками в Индии.
В 1790—1792 годах вёл войну с Княжеством Майсур. Нанёс поражение майсурскому правителю Типу Султану и заставил его уступить Компании часть своих  владений и выплатить контрибуцию. 8 октября 1792 года Корнуоллису был дарован титул маркиза. В следующем году он получил чин полного генерала.
Провёл ряд административных и законодательных преобразований. В 1793 году ввёл на территории владений Компании Кодекс Корнуоллиса, действовавший до 1833 года. Согласно этому кодексу, весь административный аппарат компании на территории Индии делился на три части. Чиновникам первого (налогового) и второго (судебного) звена запрещалось ведение частной торговли, так как это могло наносить урон авторитету и экономическим интересам Компании. Финансовые потери таких служащих планировалось покрыть за счёт выплаты более щедрого жалования.
22 марта 1793 года администрация Корнуоллиса приняла закон о «постоянном заминдаре». По этому закону заминдары лишались судебных и полицейских функций, которые передавались специально организованной полиции. Местное управление зависимых территорий было отдано в руки окружных коллекторов (сборщиков налогов), состоящих на службе Компании.
Корнуоллис реорганизовал местную судебную систему: местные суды в части гражданского права подчинялись провинциальным судебным инстанциям, а в части уголовного — специальным окружным судам по уголовным делам. Все высшие судебные и гражданские должности имели право занимать только британцы, местное население отстранялось от участия в управлении зависимых от Компании территорий.
13 августа 1793 года был уволен с должности и вернулся в Англию.

## Последние годы
В 1795—1801 годах был генералом артиллерии.
14 июня 1798 года назначен лорд-лейтенантом Ирландии и главнокомандующим британскими войсками в Ирландии. К концу сентября жестоко подавил, начавшееся ещё в марте, восстание. Подготовил парламентскую унию с Англией. О деятельности Корнуоллиса в Ирландии рассказано в его «Correspondence» (Л., 1859).
В 1801 году назначен послом во Францию. 27 марта 1802 года подписал Амьенский мирный договор.
9 января 1805 года Корнуоллис снова был назначен генерал-губернатором Ост-Индийской компании, 20 марта того же года — главнокомандующим британскими войсками в Индии. Но через несколько месяцев после прибытия в Индию скончался. Похоронен в Газипуре. На его могиле ему установлен памятник. Кроме того, впоследствии, памятник Корнуоллису установили на Мемориале Виктории в Калькутте.

## Семья
14 июля 1768 года женился на Джемайме Тилликен Джонс (1747 — 14 апреля 1779). В браке родилось двое детей: дочь Мэри (28 июня 1769 — 17 июля 1840) и сын Чарльз (19 октября 1774 — 9 августа 1823).